# 쓰쓰이 노리아키
쓰쓰이 노리아키(일본어: 筒井 紀章, 1976년 8월 15일 ~ )는 일본의 전 축구 선수이다.

## 구단 경력
과거 요코하마 마리노스, 도쿠시마 보르티스, 알비렉스 니가타에서 활동하였다.